# سوبر جونيور دي و إي
سوبر جونيور دي وإي (بالكورية : 슈퍼주니어-D&E) هيالفرقة الفرعية الخامسة من الفرقة الكورية الجنوبية سوبر جونيور.
تتكون المجموعة من اثنين من أعضاء سوبر جونيور هما: إي دونغ هاي، أون هيوك ظهر الثنائي لأول مرة في 16 ديسمبر 2011 بأغنيتهم «أوبا، أوبا» التي حققت نجاح منقطع النظير في كوريا الجنوبية واليابان. تتميز الفرقة بكثرة إصداراتها اليابانية.

## روابط خارجية
- سوبر جونيور دي و إي على موقع ميوزك برينز (الإنجليزية)
- سوبر جونيور دي و إي على موقع ديسكوغز (الإنجليزية)